# أميناميفير
أميناميفير  (الاسم التجاري: Amenalief) هو مضاد فيروسي يستعمل في علاج الهربس النطاقي.
يعمل من خلال تثبيط هيليكاز-بريماز.
حصل أميناميفير على ترخيص الاستعمال في اليابان سنة 2017.